# Цявловская, Татьяна Григорьевна
Татьяна Григорьевна Цявловская (урождённая Зенгер; 19 июня 1897, Варшава — 30 мая 1978, Москва) — российский литературовед, специалист по творчеству Александра Сергеевича Пушкина. Дочь филолога Григория Зенгера. Ученица, а впоследствии жена Мстислава Цявловского.

## Биография
Татьяна Григорьевна Цявловская была пятым ребёнком в семье известного русского филолога Григория Эдуардовича Зенгера, профессора и ректора Варшавского университета, позднее ставшего министром народного просвещения, действительным тайным советником. 
По окончании гимназии в 1914 году Татьяна Зенгер поступила в петербургский Институт истории искусств, но с началом Первой мировой войны оставила учёбу в институте и поступила на курсы сестёр милосердия. Весь период мировой и гражданской войн вплоть до 1920 года она работала в госпиталях, ухаживая за ранеными, больными в период массовых эпидемий испанки и тифа. С 1921 года продолжила учёбу в Смоленском отделении Московского археологического института, одновременно начав научную работу в Смоленской картинной галерее.
С 1928 года под руководством М. А. Цявловского начала заниматься пушкиноведением, много работала с рукописями Пушкина как текстолог, комментировала различные издания его произведений. При публикации статьи «Новые автографы Пушкина на русском издании „Айвенго“ Вальтера Скотта» оказалась жертвой мистификации Раменского. В 1970 г. опубликовала фундаментальный труд «Рисунки Пушкина», в котором мистифицированные рисунки не упоминаются (хотя они и не были дезавуированы публично).
Скончалась в Москве, похоронена на Новодевичьем кладбище, рядом с мужем.

## Научные труды

### Монографии
- Цявловская Т. Г. Рисунки Пушкина. — М.: Искусство, 1970
- Цявловская Т. Г. Рисунки Пушкина. Изд. 2-е, доп. — М.: Искусство, 1980; изд. 3-е — 1983; изд. 4-е — 1986.

### Статьи
- Цявловская Т. Г. Новые автографы Пушкина на русском издании "Айвенго" Вальтера Скотта // Временник Пушкинской комиссии, 1963. — Л.: Наука, 1966. — С. 5—30.
- Цявловская Т. Г. Мария Волконская и Пушкин. // Прометей. Вып.1.- М.: Молодая гвардия, 1966. — С. 54-71.
- Цявловская Т.Г. Рисунки Пушкина [печатный текст] / Цявловская, Татьяна Григорьевна, Автор (Author). - [s.d.]. - С. 260 - 274: ил. //Литература и ты [печатный текст] / Авраменко, Инна, Составитель (Compiler); Чикирева, Г., Составитель (Compiler); Катаева, М., Редактор (Editor); Чураков, И., Оформитель книги (Book designer); Колли, Алексей Владимирович, Оформитель книги (Book designer); Михайловская, Н. А., Технический редактор, типограф (Typographer). - 1970 -. - 302 , [2] с.: ил., фотоил.